# Zygfryd von Boock
Zygfryd von Boock, Siegfried von Boock (Zygfryd von Buch, Zygfryd von Bock, Zygfryd von Buck) (ur. XIV wiek w Słupsku, zm. 15 maja 1446) – rzymskokatolicki duchowny, biskup kamieński.

## Życiorys
Pochodził ze słupskiej rodziny mieszczańskiej, ukończył szkołę parafialną przy Kościele Mariackim w Słupsku, był wikariuszem generalnym biskupa Magnusa (1419, 1421 i od 1422) i archidiakonem pyrzyckim. Pełnił również funkcję kanclerza króla Eryka Pomorskiego, który po powrocie z Ziemi Świętej, za wyświadczone przysługi, postanowił podnieść jego godność, co dokonało się 10 maja 1424, gdy otrzymał nominację biskupią. Już 2 lipca 1424 zatwierdził jako biskup fundację ołtarza w Stargardzie.
Rządy biskupie przypadły mu w trudnych czasach, gdyż część dóbr biskupich (Polanów, Lipie, Maszewo i Golczewo) znajdowała się w rękach księcia Bogusława IX, który nie przejmował się klątwą nań nałożoną. Nowy biskup chciał sprawę załatwić łagodnie, ale kiedy nie przyniosło to efektu, wystarał się, aby w czasie Soboru w Bazylei odnowiono klątwę nałożoną na księcia, który ostatecznie został skazany na banicję, co jednak nie zostało wyegzekwowane. Dopiero 1 maja 1436 w Kołobrzegu książę zawarł układ z biskupem, który zakończył wieloletni spór. Bogusław zobowiązał się do wypłaty 20 000 grzywien za 15 lat utrzymania spornych dóbr w zastawie, a następnie miał zwrócić otrzymaną kwotę. Ponadto książę przejął kuratelę nad biskupstwem, czyli biskup i kapituła zobowiązali się, że nie będą wybierali biskupów ani kanoników kamieńskich bez wiedzy i woli księcia.
Zygfryd von Boockw 1426 potwierdził jako biskup decyzję poprzednika związaną z papieską różą (książę Warcisław IX otrzymał ją od Grzegorza XII) wystawianą w kościele w Podgłowie, aby w połowie postu ukazywać ją publicznie, przez co wierni mogli uzyskać czterdziestodniowy odpust.
W 1437 podczas nabożeństwa w kołobrzeskiej kolegiacie rycerz Piotr Schlieffen nazwał obecnego w świątyni bpa Zygfryda kacerzem, zdrajcą, profanem, a następnie poprowadził atak na dwór biskupi w mieście. Doprowadziło to do wieloletniej otwartej wojny Kołobrzegu z biskupstwem, którą zakończył dopiero następca Zygfryda na stolicy biskupiej.
Bp Zygfryd von Boock zmarł 15 maja 1446.